# Alchemilla sojakii
Alchemilla sojakii é uma espécie de rosácea do gênero Alchemilla, pertencente à família Rosaceae.